# A19 (Kasachstan)
Die A19 ist eine wichtige Straße in Kasachstan. Die Straße ist eine Nord-Süd-Route im Nordosten des Landes und verläuft von Kachiry nach Mikhaylovka.

## Straßenbeschreibung
Die A19 beginnt in der Stadt Kachiry auf der M38, im Tal des Flusses Irtysch. Sie führt fast vollständig gerade in Richtung Norden. Zu dem 108 km entfernten Dorf Mikhaylovka. Es gibt keine anderen Orte auf der Route. Die Route führt durch eine Steppe, die mit kleinen Waldstücken durchsetzt ist. Das einzige Bauwerk auf der Strecke ist eine Brücke über eine zweigleisige Bahnstrecke. Im Dorf Mikhaylovka, nicht weit von der Grenze zu Russland, endet die A19. Es gibt keinen offensichtlichen Weg von Mikhaylovka zur russischen Grenze, nur ein paar Feldwege.

## Geschichte
Die A19 wurde im Jahr 2011 umnummeriert. Es ist unklar, welche Nummerierung die Route vorher hatte. Es ist nicht klar, warum eine A-Nummer dieser Strecke zugewiesen wurde.

## Großstädte an der Autobahn
- Kachiry
- Mikhaylovka